# Mateo Del Blanco
Mateo Del Blanco (Santa Fe, Argentina; 31 de octubre de 2003) es un futbolista argentino. Juega como mediocampista por izquierda y su actual equipo es Unión de Santa Fe de la Liga Profesional.

## Trayectoria

### Inicios
Mateo del Blanco comenzó su etapa formativa en el ya desaparecido Corinthians Santa Fe hasta que en 2014 se sumó a las divisiones inferiores de Unión.

### Unión de Santa Fe
Luego de asentarse en el equipo de Reserva, a principios del 2022 fue promovido al plantel profesional y a los pocos meses firmó su primer contrato. Si bien empezó a integrar el banco de suplentes en varias ocasiones, no tuvo chances de sumar minutos oficiales en ese año.
Ya en 2023 se produjo su debut con la camiseta tatengue durante el interinato de Marcelo Mosset, técnico que lo conocía por haberlo dirigido en Reserva: el 11 de abril, en la derrota 5-1 como visitante ante Argentinos Juniors, ingresó a los 16 del ST en reemplazo de Ezequiel Cañete.

## Clubes
- Actualizado al 15 de agosto de 2025

| Club                | Div.                | Temporada           | Liga | Liga | Copa Nacional | Copa Nacional | Copa Internacional | Copa Internacional | Total | Total |
| Club                | Div.                | Temporada           | PJ   | G    | PJ            | G             | PJ                 | G                  | PJ    | G     |
| ------------------- | ------------------- | ------------------- | ---- | ---- | ------------- | ------------- | ------------------ | ------------------ | ----- | ----- |
| Unión Argentina     | 1.ª                 | 2022                | 0    | 0    | 0             | 0             | 0                  | 0                  | 0     | 0     |
| Unión Argentina     | 1.ª                 | 2023                | 6    | 0    | 13            | 0             | -                  | -                  | 19    | 0     |
| Unión Argentina     | 1.ª                 | 2024                | 20   | 0    | 8             | 1             | -                  | -                  | 28    | 1     |
| Unión Argentina     | 1.ª                 | 2025                | 20   | 0    | 2             | 0             | 6                  | 0                  | 28    | 0     |
| Unión Argentina     | Total               | Total               | 46   | 0    | 23            | 1             | 6                  | 0                  | 75    | 1     |
| Total en su carrera | Total en su carrera | Total en su carrera | 46   | 0    | 23            | 1             | 6                  | 0                  | 75    | 1     |